# Saint-Germain-la-Ville
Pour les articles homonymes, voir Saint-Germain.
Saint-Germain-la-Ville est une commune française, située dans le département de la Marne en région Grand Est.

## Géographie

### Localisation
Saint-Germain-la-Ville se trouve au centre/sud-est du département de la Marne, en région Grand Est. La commune appartient à la région agricole de la vallée de la Marne.
La commune de Saint-Germain-la-Ville s'étend sur une superficie de 1 174 hectares. Sur son territoire, l'altitude varie de 83 à 153 mètres. Le relief s'élève progressivement depuis le canal latéral à la Marne, au sud-ouest de la commune, vers le nord-est et le Grand Mont, qui culmine à 160 m sur la commune de Marson. Le village de Saint-Germain se trouve au sud-ouest du territoire communal, entre le canal et la route nationale 44 reliant Châlons-en-Champagne à Vitry-le-François.
Par la route, Saint-Germain-la-Ville se situe à 11 km de Châlons-en-Champagne, préfecture de la Marne, et à 25 km de Vitry-le-François. La commune fait en outre partie du bassin de vie de Châlons-en-Champagne.
Saint-Germain-la-Ville est limitrophe de 4 communes :
| Chepy           |                        | Marson              |
|                 | Saint-Germain-la-Ville |                     |
| Mairy-sur-Marne |                        | Vésigneul-sur-Marne |

### Hydrographie
La commune est dans la région hydrographique « la Seine de sa source au confluent de l'Oise (exclu) » au sein du bassin Seine-Normandie. Elle est drainée par la Marne, le canal latéral à la Marne et Moivre Derivee,.
La Marne prend sa source sur le plateau de Langres, dans la commune de Saints-Geosmes (Haute-Marne) et se jette dans la Seine entre Charenton-le-Pont et Alfortville (Val-de-Marne) dans le quartier de Conflans-l'Archevêque. 
Le canal latéral à la Marne est un canal, chenal navigable de 67 km reliant Vitry-le-François à Mardeuil où il se jette dans la Marne. 
La Moivre dérivée, d'une longueur de 12 km, prend sa source dans la commune de Vésigneul-sur-Marne et se jette  dans le Mau à Châlons-en-Champagne, après avoir traversé six communes. 
Quatre plans d'eau complètent le réseau hydrographique : la gravière 1 de la fosse des Cugnots (1,5 ha), la gravière 1 des Raies (2,2 ha), la gravière 2 de la fosse des Cugnots (2,1 ha) et la gravière 2 des Raies (0,9 ha),.

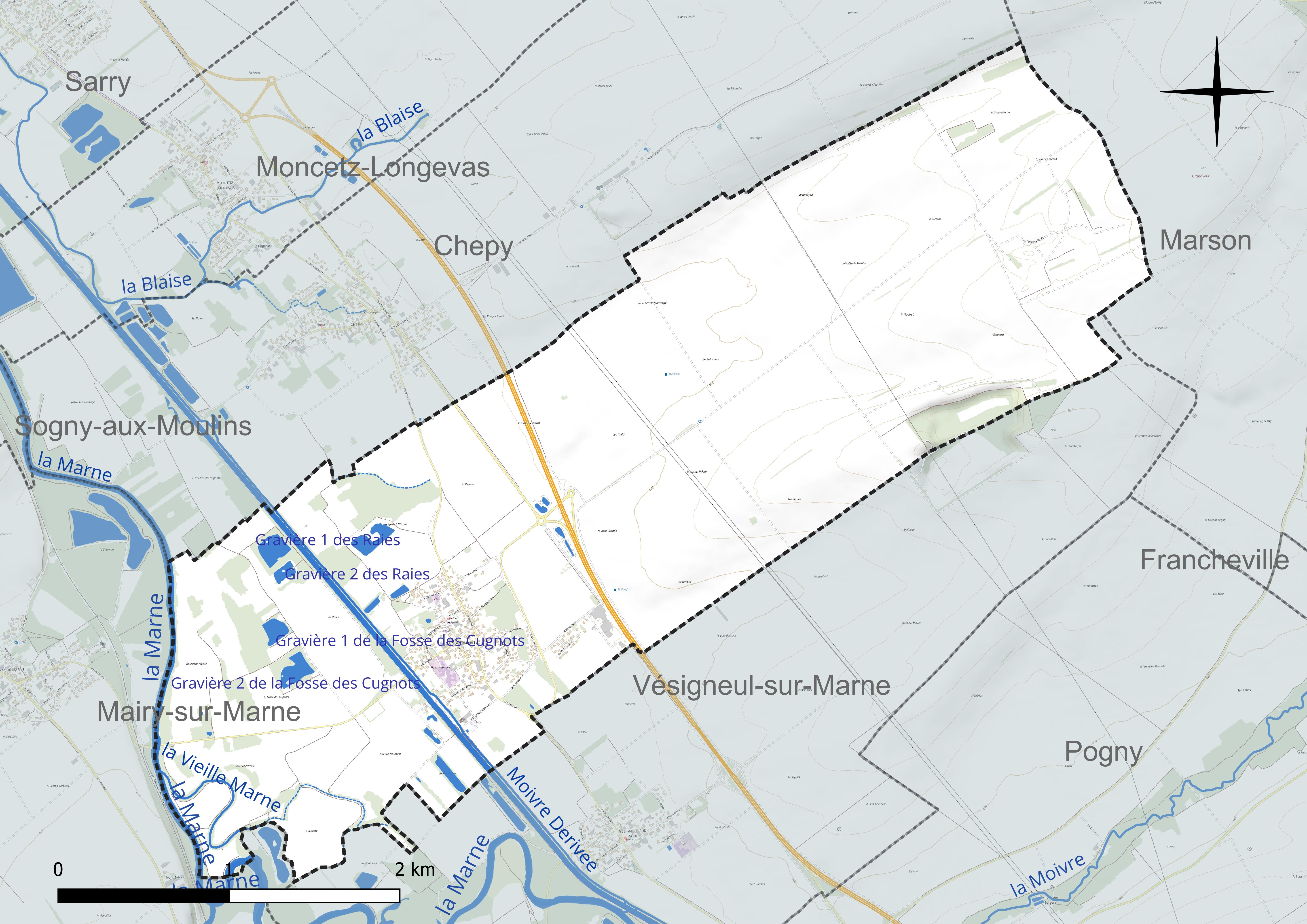
Réseau hydrographique de Saint-Germain-la-Ville.

### Climat
Pour des articles plus généraux, voir Climat du Grand Est et Climat de la Marne.
En 2010, le climat de la commune est de type climat océanique dégradé des plaines du Centre et du Nord, selon une étude du Centre national de la recherche scientifique s'appuyant sur une série de données couvrant la période 1971-2000. En 2020, Météo-France publie une typologie des climats de la France métropolitaine dans laquelle la commune est exposée à un climat océanique altéré et est dans la région climatique  Nord-est du bassin Parisien, caractérisée par un ensoleillement médiocre, une pluviométrie moyenne régulièrement répartie au cours de l’année et un hiver froid (3 °C). 
Pour la période 1971-2000, la température annuelle moyenne est de 10,5 °C, avec une amplitude thermique annuelle de 15,9 °C. Le cumul annuel moyen de précipitations est de 686 mm, avec 11,4 jours de précipitations en janvier et 8,4 jours en juillet. Pour la période 1991-2020, la température moyenne annuelle observée sur la station météorologique de Météo-France la plus proche, « Fagnières-Inra », sur la commune de Fagnières à 13 km à vol d'oiseau, est de 11,2 °C et le cumul annuel moyen de précipitations est de 632,3 mm. 
La température maximale relevée sur cette station est de 41,8 °C, atteinte le 25 juillet 2019 ; la température minimale est de −21 °C, atteinte le 6 janvier 1985,,. 
Les paramètres climatiques de la commune ont été estimés pour le milieu du siècle (2041-2070) selon différents scénarios d'émission de gaz à effet de serre à partir des nouvelles projections climatiques de référence DRIAS-2020. Ils sont consultables sur un site dédié publié par Météo-France en novembre 2022.

### Milieux naturels et biodiversité
L'Inventaire national du patrimoine naturel (INPN) recense 415 espèces sur le territoire de la commune, dont 68 espèces protégées et 33 espèces menacées.
Saint-Germain-la-Ville compte une zone naturelle d'intérêt écologique, faunistique et floristique (ZNIEFF) de type I : la ZNIEFF des « noues et cours de la Marne, forêts, prairies et autres milieux », au carrefour des communes de Mairy-sur-Marne, Saint-Germain-la-Ville, Togny-aux-Bœufs et Vésigneul-sur-Marne. Sur 433 hectares, la zone représente une diversité de milieux : rivières, ruisseaux et méandres recoupés ; noues marécageuses ; mares et étangs (formés sur d'anciennes gravières) ; prairies alluviales, mésophiles ou artificielles ; forêts (dominées par le frêne et le chêne pédonculé) et peupleraies. Du point de vue de la faune, la zone accueille plusieurs espèces figurant sur la liste rouge régionale, notamment six espèces d'oiseaux et six espèces de libellules.
Le sud-ouest de la commune et la ZNIEFF des « noues et cours de la Marne, forêts, prairies et autres milieux » sont inclus dans la ZNIEFF de type II de la « vallée de la Marne de Vitry-le-François à Épernay », qui s'étend sur plus de 13 000 hectares entre ceux deux villes et comprend sept ZNIEFF de type I représentant « les milieux les plus remarquables et les mieux conservés de cette partie de la vallée ».

## Urbanisme

### Typologie
Au 1er janvier 2024, Saint-Germain-la-Ville est catégorisée commune rurale à habitat dispersé, selon la nouvelle grille communale de densité à sept niveaux définie par l'Insee en 2022.
Elle est située hors unité urbaine. Par ailleurs la commune fait partie de l'aire d'attraction de Châlons-en-Champagne, dont elle est une commune de la couronne,. Cette aire, qui regroupe 97 communes, est catégorisée dans les aires de 50 000 à moins de 200 000 habitants,.

### Occupation des sols
L'occupation des sols de la commune, telle qu'elle ressort de la base de données européenne d’occupation biophysique des sols Corine Land Cover (CLC), est marquée par l'importance des territoires agricoles (89,9 % en 2018), en diminution par rapport à 1990 (95,8 %). La répartition détaillée en 2018 est la suivante : 
terres arables (73,5 %), zones agricoles hétérogènes (16,4 %), mines, décharges et chantiers (6 %), zones urbanisées (4,1 %). L'évolution de l’occupation des sols de la commune et de ses infrastructures peut être observée sur les différentes représentations cartographiques du territoire : la carte de Cassini (XVIIIe siècle), la carte d'état-major (1820-1866) et les cartes ou photos aériennes de l'IGN pour la période actuelle (1950 à aujourd'hui).

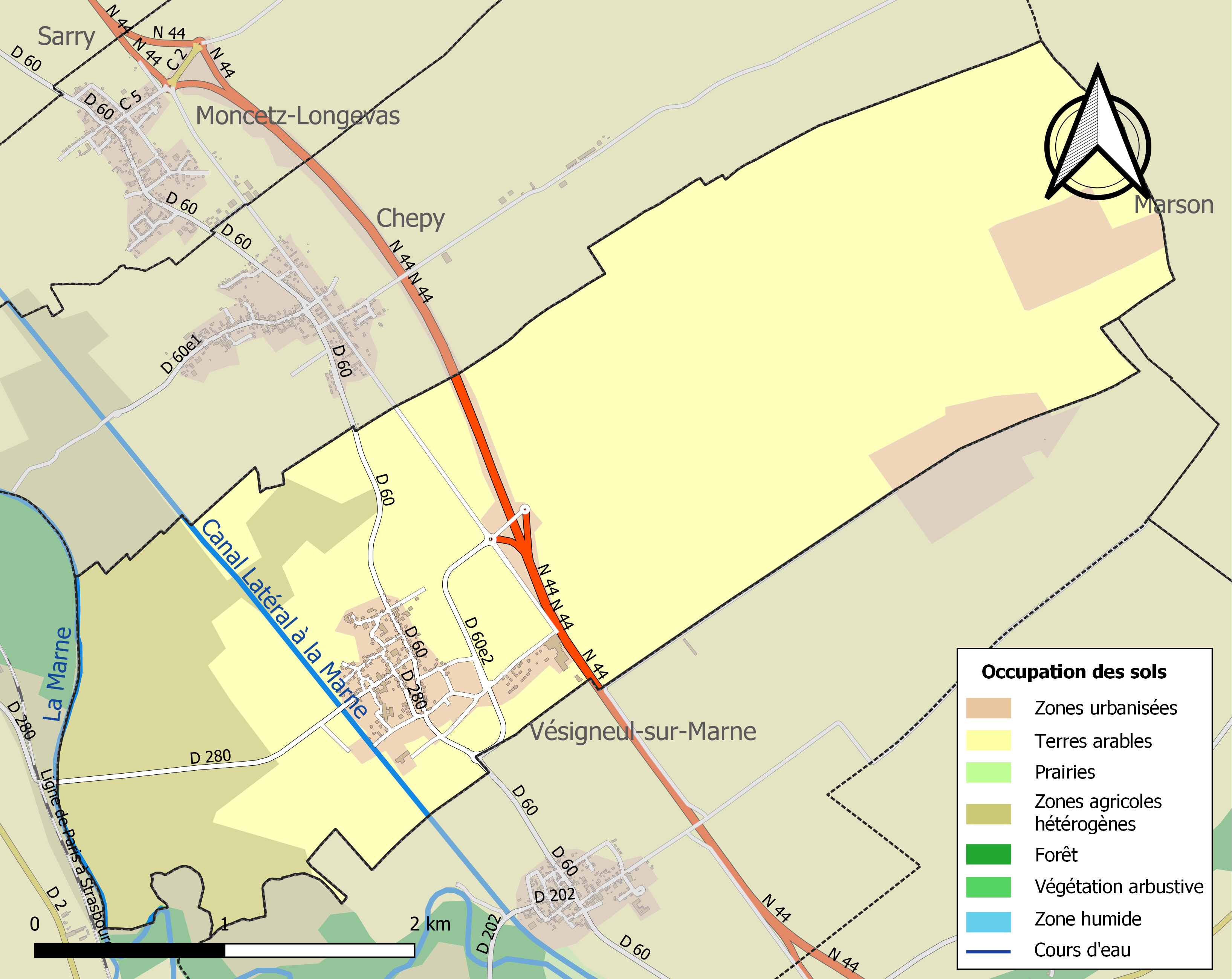
Carte des infrastructures et de l'occupation des sols de la commune en 2018 (CLC).

## Toponymie
Le nom de la localité est attesté sous les formes Sanctus Germanus (1092) ; Saint-Germain (vers 1222) ; Sanctus Germanus Villa (1277) ; Sainct-Germain-la-Ville (1320) ; Sainct-Germain lez Saint Lumyer (1563) ; Germinal-sur-Marne (1793) ; Villemarne (1793).

Saint-Germain est hagiotoponyme.
Saint-Germain est dite « la Ville » à cause de la présence de ruines d'une villa gallo-romaine découverte sur son territoire.

## Histoire
Au cours de la Révolution française, la commune porta provisoirement les noms de Germinal-sur-Marne et de Villemarne.
Elle a été le lieu d'un crash d'un bombardier de la Royal Air Force durant la Seconde Guerre mondiale. Les pilotes et équipiers sont enterrés dans le cimetière bordant l'église.

## Politique et administration

### Intercommunalité
La commune, antérieurement membre de la communauté de communes de la Vallée de la Craie, est membre, depuis le 1er janvier 2014, de la Communauté de communes de la Moivre à la Coole.
En effet, conformément au schéma départemental de coopération intercommunale de la Marne du 15 décembre 2011, cette communauté de communes de la Moivre à la Coole est issue de la fusion, au 1er janvier 2014, de la communauté de communes de la Vallée de la Coole, de la communauté de communes de la Guenelle, de la communauté de communes du Mont de Noix et de la communauté de communes de la Vallée de la Craie.

## Équipements et services publics

### Eau et déchets
L'approvisionnement en eau potable et l'assainissement des eaux usées sont des compétences de la communauté de communes de la Moivre à la Coole. La commune de Saint-Germain-la-Ville est alimentée par le captage de Chepy la Voyette ainsi que plusieurs captages châlonnais ; l'approvisionnement en eau potable est géré par le syndicat intercommunal de distribution d'eau potable (SIDEP) du Mont Louvet. L'assainissement y est non collectif.
Le service public des déchets est assuré par le Syndicat mixte du Sud-Est Marnais (SYMSEM), qui a mis en place une redevance incitative. La collecte des ordures ménagères résiduelles (en bacs noirs pucés ou en sacs rouges prépayés) et des emballages ménagers recyclables (en sacs jaunes) est réalisée en porte à porte. Le SYMSEM adhérant au syndicat de valorisation des ordures ménagères de la Marne (SYVALOM), ces déchets sont amenés en centre de transfert à Sainte-Menehould ou Vitry-en-Perthois, puis valorisés sur le site de La Veuve. La collecte du verre se fait en apport volontaire, avant transformation dans une usine de Reims. Pour les déchets volumineux ou dangereux, le SYMSEM met à disposition de ses habitants une plateforme de déchets verts et gravats, à Saint-Amand-sur-Fion, ainsi que 12 déchèteries, à Arrigny, Courtisols, Givry-en-Argonne, Mairy-sur-Marne, Pargny-sur-Saulx, Pogny, Sainte-Menehould, Thiéblemont-Farémont, Valmy, Vanault-les-Dames, Villers-en-Argonne et Ville-sur-Tourbe.

### Enseignement
Saint-Germain-la-Ville fait partie de l'académie de Reims.
La commune dépend de l'école primaire de la Vallée de la Craie, installée chemin des Ecoliers à Vésigneul-sur-Marne et accueillant 187 élèves de classes maternelles et élémentaires (chiffres 2024-2025).
Les enfants de Saint-Germain-la-Ville sont ensuite rattachés au collège Jean Moulin de Saint-Memmie et au lycée Étienne Oehmichen de Châlons-en-Champagne.

### Postes et télécommunications
Deux boîtes aux lettres de La Poste se trouvent sur le territoire de la commune : Grande Rue et Petite Ruelle. Le bureau de poste le plus proche est l'agence communale de Mairy-sur-Marne, à environ 3 km de Saint-Germain-la-Ville.

### Justice, sécurité et secours
Du point de vue judiciaire, Saint-Germain-la-Ville relève du conseil de prud'hommes, du tribunal de commerce, du tribunal judiciaire, du tribunal paritaire des baux ruraux et du tribunal pour enfants de Châlons-en-Champagne, dans le ressort de la cour d'appel de Reims. Pour le contentieux administratif, la commune dépend du tribunal administratif de Châlons-en-Champagne et de la cour administrative d'appel de Nancy.
Saint-Germain-la-Ville est située en secteur Gendarmerie nationale et dépend de la brigade de Vitry-la-Ville.
En matière d'incendie et de secours, la commune dépend du Service départemental d'incendie et de secours (SDIS) de la Marne.

## Démographie
L'évolution du nombre d'habitants est connue à travers les recensements de la population effectués dans la commune depuis 1793. Pour les communes de moins de 10 000 habitants, une enquête de recensement portant sur toute la population est réalisée tous les cinq ans, les populations de référence des années intermédiaires étant quant à elles estimées par interpolation ou extrapolation. Pour la commune, le premier recensement exhaustif entrant dans le cadre du nouveau dispositif a été réalisé en 2008.

En 2022, la commune comptait 669 habitants, en stagnation par rapport à 2016 (Marne : −1,19 %, France hors Mayotte : +2,11 %).
| 1793 | 1800 | 1806 | 1821 | 1831 | 1836 | 1841 | 1846 | 1851 |
| ---- | ---- | ---- | ---- | ---- | ---- | ---- | ---- | ---- |
| 569  | 523  | 552  | 565  | 536  | 584  | 594  | 620  | 580  |

| 1856 | 1861 | 1866 | 1872 | 1876 | 1881 | 1886 | 1891 | 1896 |
| ---- | ---- | ---- | ---- | ---- | ---- | ---- | ---- | ---- |
| 612  | 554  | 529  | 485  | 462  | 475  | 473  | 476  | 437  |

| 1901 | 1906 | 1911 | 1921 | 1926 | 1931 | 1936 | 1946 | 1954 |
| ---- | ---- | ---- | ---- | ---- | ---- | ---- | ---- | ---- |
| 410  | 388  | 438  | 429  | 395  | 387  | 404  | 401  | 411  |

| 1962 | 1968 | 1975 | 1982 | 1990 | 1999 | 2006 | 2008 | 2013 |
| ---- | ---- | ---- | ---- | ---- | ---- | ---- | ---- | ---- |
| 327  | 319  | 467  | 518  | 554  | 527  | 564  | 573  | 642  |

| 2018 | 2022 | - | - | - | - | - | - | - |
| ---- | ---- | - | - | - | - | - | - | - |
| 674  | 669  | - | - | - | - | - | - | - |

## Lieux et monuments

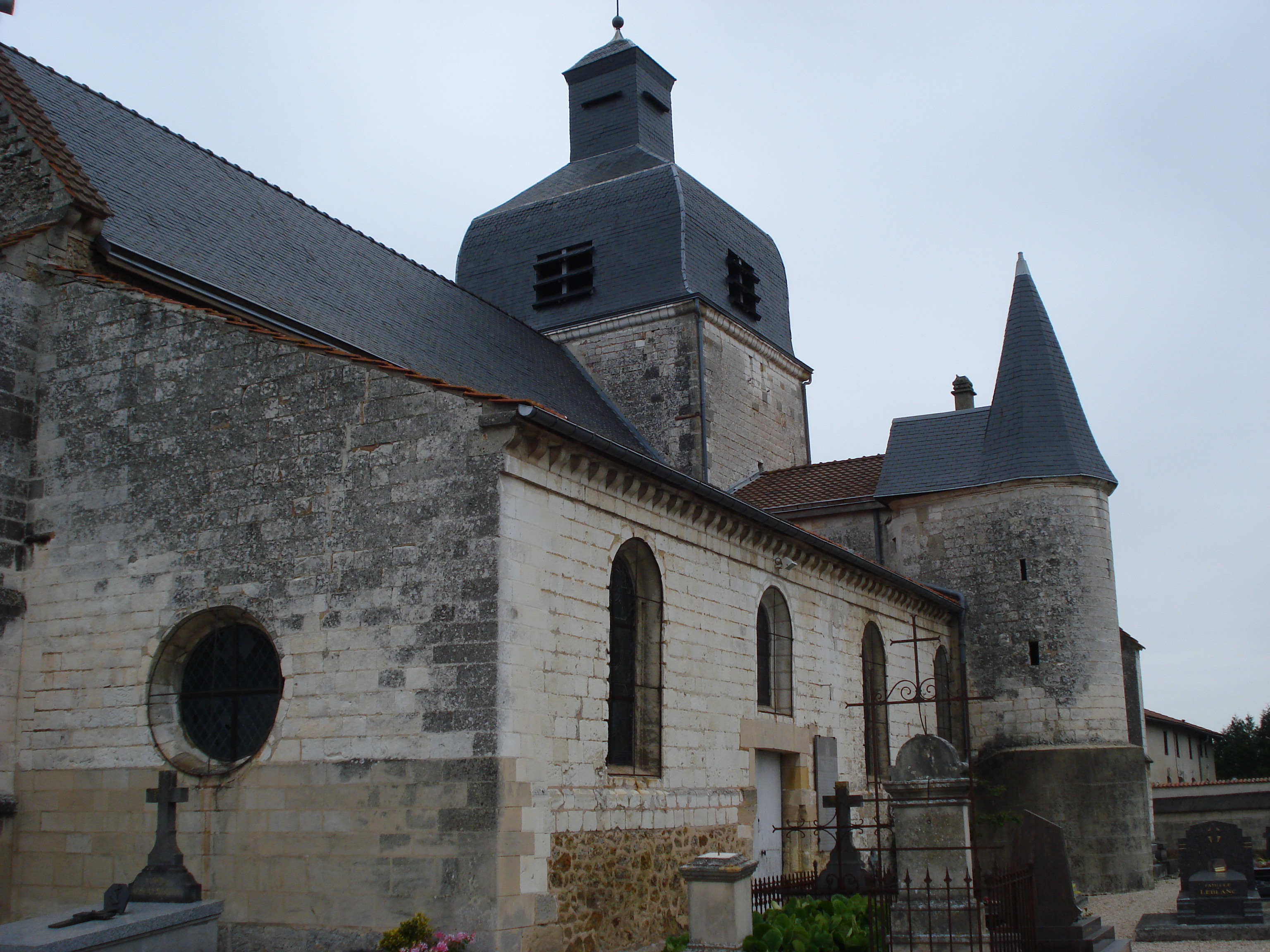
Saint-Germain-la-Ville, l'église.

- L'église Saint-Germain, d'origine romane et remaniée au XVIIe siècle[50].
- L'ancien prieuré Saint-Urbain, indiqué sur la carte de Cassini. Celui-ci se trouvait au lieu-dit Clos Saint-Urbain, route de Marson. Il a été démoli en 1782[51].
- Maisons à pans de bois.
- Les tombes des cinq aviateurs britanniques tombés le 19 juillet 1944.